# Юркино (Орехово-Зуевский район)
Ю́ркино — деревня в Орехово-Зуевском муниципальном районе Московской области. Не входит в состав сельского поселения Горское. Население — 230 чел. (2010).

## География
Деревня Юркино расположена в северной части Орехово-Зуевского района, примерно в 11 км к юго-западу от города Орехово-Зуево. Высота над уровнем моря 129 м. К деревне приписаны СНТ Ветеран и Малиновка. Ближайшие населённые пункты — деревни Большое Кишнево, Малое Кишнево и Острово.

## Название
Название связано с некалендарным личным именем Юр.

## История
В 1926 году деревня являлась центром Юрковского сельсовета Теренинской волости Орехово-Зуевского уезда Московской губернии.
С 1929 года — населённый пункт в составе Орехово-Зуевского района Орехово-Зуевского округа Московской области, с 1930-го, в связи с упразднением округа, — в составе Орехово-Зуевского района Московской области.
До муниципальной реформы 2006 года Юркино входило в состав Горского сельского округа Орехово-Зуевского района.

## Население
В 1926 году в деревне проживало 678 человек (314 мужчин, 364 женщины), насчитывалось 135 хозяйств, из которых 120 было крестьянских. По переписи 2002 года — 242 человека (110 мужчин, 132 женщины).
| 1926 | 2002 | 2006 | 2010 |
| ---- | ---- | ---- | ---- |
| 678  | ↘242 | ↘235 | ↘230 |